# Боржава (річка)
Боржа́ва — річка в Україні, в межах Хустського та Берегівського районів Закарпатської області. Права притока Тиси (басейн Дунаю).

## Опис
Довжина Боржави 106 км, сточище — 1365 км². У верхів'ях має гірський характер, долина подекуди V-подібна, ширина її від 40 до 900 м. У нижній течії Боржава тече Закарпатською низовиною; тут річище дуже звивисте, є острови, у заплаві багато стариць. Ширина річища від 0,6 до 53 м. Похил річки 13 м/км. Характерні часті паводки (на березень — серпень припадає 70 % річного стоку). Пересічна витрата води 10 м³/с., максимальна — 293 м³/с. Річище на окремих ділянках укріплене, у нижній течії споруджено кілька дамб.

## Розташування
Бере початок в Українських Карпатах, на Полонині Боржаві, на східних схилах гори Стій (1681 м), в урочищі Гимба. Першим селом на шляху є Березники. Від джерела до села Довгого тече з півночі на південь та південний схід, далі — на південний захід. Впадає до Тиси на південь від села Вари.

## Притоки
- Вендрича, Мужиків, Кушниця, Бронька, Метова, Бистра, Салва (ліві)
- Дулятин, Бистрий, Тросна, Іршава (праві)